# 53 Aurigae
53 Aurigae, som är stjärnans Flamsteed-beteckning, är en dubbelstjärna i den sydvästra delen av stjärnbilden Kusken. Den har en kombinerad skenbar magnitud på ca 5,74 och är svagt synlig för blotta ögat där ljusföroreningar ej förekommer. Baserat på parallax enligt Gaia Data Release 2 på ca 8,5 mas, beräknas den befinna sig på ett avstånd på ca 383 ljusår (ca 117 parsek) från solen. Den rör sig bort från solen med en heliocentrisk radialhastighet av ca 13 km/s.

## Egenskaper
Primärstjärnan 53 Aurigae är en blå till vit stjärna i huvudserien av spektralklass B9 Mn och är en kemiskt speciell stjärna med ett ovanligt stort överskott av mangan, men även av europium, krom och kvicksilver. Den har en massa som är ca 2,5 solmassor, en radie som är ca 2,2 solradier  och utsänder ca 56 gånger mera energi än solen från dess fotosfär vid en effektiv temperatur på ca 10 800 K.
53 Aurigae är en roterande variabel av Alfa2 Canum Venaticorum-typ (ACV), som har visuell magnitud +5,77 och varierar i amplitud med 0,02 magnituder och perioden 2,7112 dygn.
De två stjärnorna i 53 Aurigae rör sig kring varandra i en bana med en excentricitet av 0,557 och en period på 39 år. Följeslagaren, 53 Aurigae B, är en tidig stjärna i huvudserien av spektraltyp F. Den sammanlagda massan hos paret är uppskattat till 4,8 solmassor.